# Anne Boonchuy
Anne Savisa Boonchuy (/sɑːˈviːsɑː ˈbuːntʃɔɪ/sah-VEE-sah BOON-choy;Tiếng Thái : แอนน์ สาวิสา บุญช่วย) là nhân vật chính của loạt phim hoạt hình Amphibia trên Disney Channel. Nhân vật này do Matt Braly tạo ra và được lồng tiếng bởi nữ diễn viên Brenda Song. Anne xuất hiện lần đầu trong tập thí điểm "Anne hay Beast?" và xuất hiện lần cuối trong tập "The Hardest Thing". Anne là một cô gái người Mỹ gốc Thái bị dịch chuyển đến Amphibia cùng với hai người bạn Sasha và Marcy sau khi cô mở một chiếc hộp nhạc bí ẩn, được gọi là Hộp tai họa, vào ngày sinh nhật thứ 13 của mình. Khi đến nơi, nhà Plantar, một gia đình ếch có hình thù giống người, đã tìm thấy cô, và theo thời gian, cô và nhà Plantar đã hình thành một mối quan hệ gia đình. Cô cũng được thị trấn Wartwood phát hiện và họ miễn cưỡng để cô sống cùng họ.
Các nhà phê bình đã khen ngợi nhân cách và sự trưởng thành của Anne, cũng như khả năng diễn xuất của Song trong suốt loạt phim.

## Phát triển

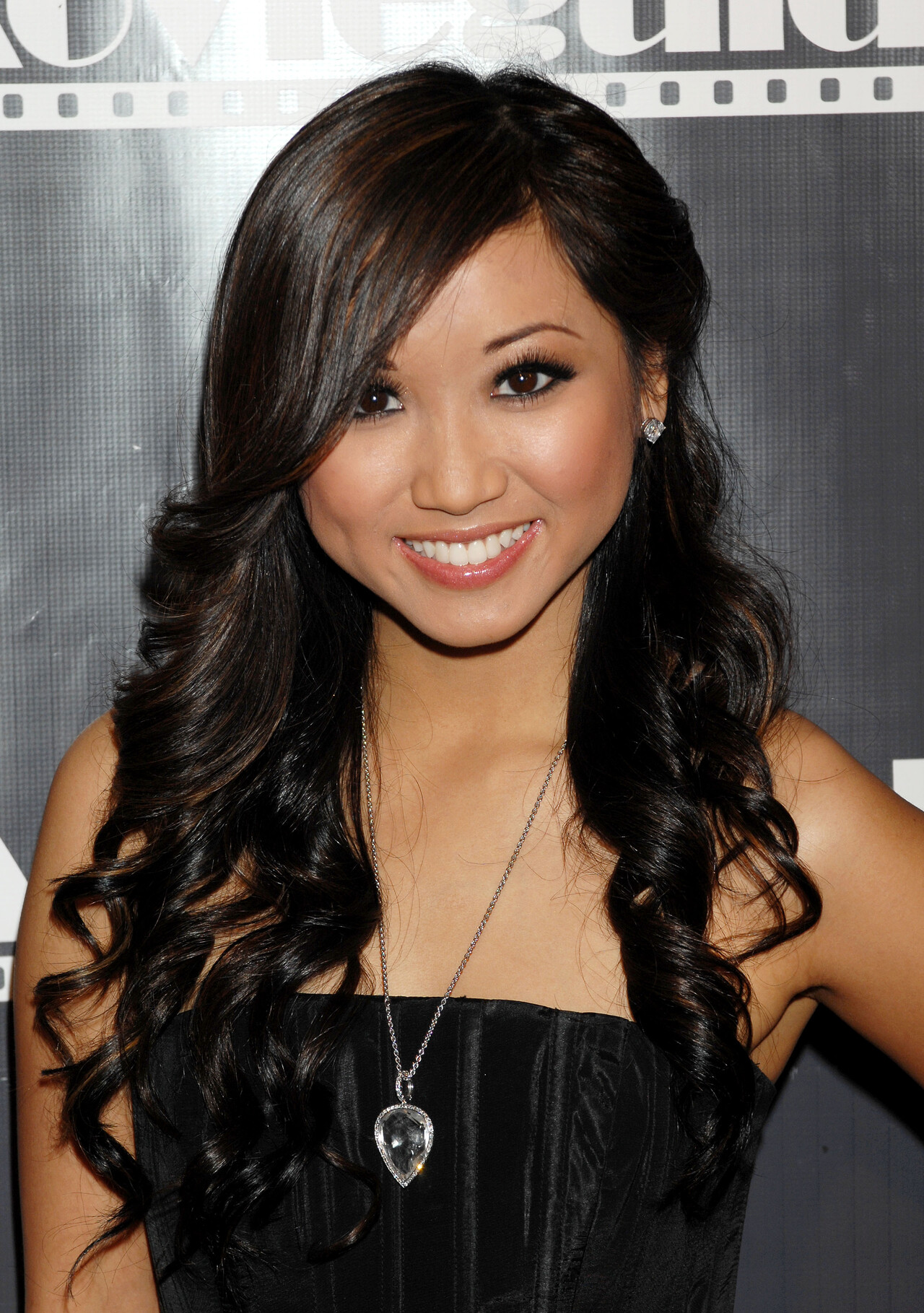
Brenda Song là diễn viên lồng tiếng cho Anne

Theo Matt Braly, anh muốn nhân vật Anne giống với Pacifica Northwest trong Gravity Falls, vì anh thấy rằng "việc một nhân vật thay đổi đáng kể là một điều đáng giá, vì thế nên [Braly] muốn chương trình của [anh] mang một số yếu tố đó". Anne, cùng Sasha và Marcy, ban đầu là một cô gái 15 tuổi vì họ muốn bộ phim có cảm giác gẫn gũi với học sinh trung học phổ thông, nhưng đã giảm xuống 13 tuổi để thu hút đối tượng chính của loạt phim; vì thế, họ thường làm những việc giống thanh niên hơn, chẳng hạn như lái xe và làm việc bán thời gian. Trên Reddit, Matt Braly nói rằng thiết kế của Anne chịu một số ảnh hưởng từ Pepper Ann, vì anh là người hâm mộ loạt phim truyền hình này. Trong một lần phỏng vấn khác, Braly nói rằng ý tưởng và hình ảnh của siêu năng lực mà Anne đạt được vào cuối mùa hai và trong mùa ba lấy cảm hứng từ Super Saiyan của loạt phim Dragon Ball.
Phác thảo ý tưởng ban đầu của James Turner mô tả Anne có nước da sáng hơn, tóc xanh và trang phục thường ngày. Bản phác thảo ý tưởng về sau của Joe Sparrow để kiểu tóc của Anne thô hơn nhiều và tính cách cũng nhàm chán hơn trên Trái Đất. Cô ấy cũng được cho là mặc nhiều kiểu quần áo khác nhau, bao gồm áo khoác SJMS và một chiếc áo sơ mi dài tay. Trong tập đầu tiên của chương trình, Amphibiland, Anne ban đầu định đi cả hai chiếc giày của mình, với một chiếc bị rách, khi được đưa đến Amphibia.
Vào ngày 27 tháng 3 năm 2019, có thông tin cho rằng Brenda Song là người lồng tiếng cho Anne. Theo Braly, Song đã ngẫu hứng thêm một vài trò đùa trong quá trình ghi âm.

## Nhân vật

### Thiết kế
Anne là một cô gái gốc Thái cao và thon thả. Cô có làn da rám nắng và mái tóc nâu ngắn, rối bù, và không có nhiều thay đổi khi đến Amphibia. Tóc của cô có lá và một cành cây nhô ra ở trên đỉnh như một dấu hiệu cho thấy cô đã từng sống ở đó. Sau khi trở về Trái Đất, cô đã loại bỏ hết lá và cành cây, nhưng chúng lại xuất hiện ngay sau khi cô trở về Amphibia.
Anne thường mặc đồng phục, gồm một chiếc váy màu hoa cà và một chiếc áo sơ mi xanh xám nhạt có huy hiệu của trường trên đó. Cô đi tất trắng, nhưng chỉ đi một chiếc giày thể thao màu vàng và trắng, chiếc còn lại đã bị mất trước khi gặp nhà Plantar và đang bị Grime giữ.

### Tính cách
Anne được miêu tả là một người can đảm, ích kỷ và có tính nổi loạn; tính cách của cô được bộc lộ trong phân đoạn thứ hai của tập đầu tiên, khi cô và Sprig, bất chấp lệnh của Hop Pop, đã đi đến hồ để bơi. Anne được thể hiện là một người có tính cách kỳ quặc qua những lần giao tiếp với Sprig và những người thân thiết với cô. Cô rất năng động nên hay gặp rắc rối và buộc phải sử dụng sự năng động để thoát thân. Anne lúc đầu là một cô gái hơi kiêu ngạo nhưng vẫn chấp nhận bản sắc của mình. Anne là người thích văn hóa đại chúng, cô thích xem phim ảnh và chương trình truyền hình dành cho thanh thiếu niên. Giống với hầu hết trẻ vị thành niên khác, Anne thường xuyên sử dụng điện thoại để xem phim và chơi trò chơi điện tử. Mặc dù bất cẩn, nhưng Anne vẫn có thể có một số lời khuyên hữu ích. Điều này được thể hiện trong tập "Grubhog Day", khi cô khuyên Sprig bảo Hop Pop rằng cậu không muốn chăm sóc con grubhog, và tập "Cursed!", khi cô bảo Sprig chia tay Maddie vì cậu sợ cô ấy.
Trong suốt mùa đầu tiên, Anne thể hiện nỗi nhớ nhà và chia sẻ sở thích của mình với nhà Plantar, chẳng hạn như tình yêu của cô dành cho pizza, chú mèo Domino, thói quen xem TV, sự ám ảnh của cô với các cặp đôi, khả năng quản lý nhà hàng và tài năng khiêu vũ của cô.
Theo Matt Braly, Anne đọc manga, "[có thể đã xem] anime", và xem Chúa tể những chiếc nhẫn. Điều này được chứng minh rõ hơn trong tập "Trip to the Archives" khi cô ấy nói "Zoobooks and manga, here I come!" (Tạm dịch: Zoobooks và manga, ta đến đây!)

### Hình tượng Thái
Anne được biết đến nhiều nhất vì là nhân vật chính người Mỹ gốc Thái đầu tiên một chương trình hoạt hình. Braly, cũng là người Mỹ gốc Thái, đã để Anne là nhân vật gốc Thái vì anh muốn có nhiều nhân vật người Thái hơn trong các bộ phim truyền hình. Theo Braly, Anne được lấy cảm hứng từ bà của anh hồi còn nhỏ. Anh mô tả việc Anne là người Mỹ gốc Thái là "ưu tiên hàng đầu" vì anh muốn những đứa trẻ gốc Thái nhìn thấy hình ảnh của bản thân trên tivi. Mùa 3, lấy bối cảnh trên Trái đất, đi sâu hơn vào gốc Thái của Anne, bao gồm một tập phim lấy bối cảnh tại ngôi chùa Wat Thái ở Los Angeles. Braly nói rằng ngôi đền trong tập phim được mô tả "khá chính xác" vì điều quan trọng đối với anh là phải thể hiện văn hóa Thái Lan một cách đúng đắn.
Họ của Anne, Boonchuy (tiếng Thái: บุญช่วย), dịch ra tiếng Thái có nghĩa là "người khuyến khích hoặc làm việc tốt". Điều này phản ánh qua việc cô luôn cố gắng giúp đỡ người dân Wartwood và hoàn thiện bản thân. Tên đệm của cô, Savisa, bắt nguồn từ tên của người anh em họ của Braly, Savisa Bhumiratana.

## Tiểu sử nhân vật hư cấu

### Lý lịch
Anne sống với bố mẹ cô ở Los Angeles, California và là bạn thân của hai cô gái mang tên Sasha Waybright và Marcy Wu. Vào sinh nhật lần thứ 13, Anne bị bạn bè xúi giục ăn cắp một chiếc hộp nhạc bí ẩn; chiếc hộp nhạc ấy đã đưa cô, Sasha và Marcy đến Amphibia, một hòn đảo nhiệt đới đầm lầy hoang dã nơi các loài lưỡng cư biết nói sinh sống cùng các sinh vật đáng sợ. Họ bị chia tách khi dịch chuyển đến Amphibia.

### Mùa 1
Sau khoảng năm ngày sống trong hang, cô được Sprig Plantar phát hiện và nhanh chóng kết bạn với cậu. Cô sau đó được những người còn lại của gia đình Plantar và thị trấn Wartwood phát hiện và họ miễn cưỡng để cô sống cùng họ. Mặc dù ban đầu Anne nghi ngờ nhà Plantar, nhưng về sau cô nhận ra rằng họ muốn chăm sóc cô, từ đó cô đã cố gắng làm hài lòng họ, đặc biệt là Sprig, người có nhiều điểm chung với cô. Anne sống ở tầng hầm của ngôi nhà, nơi dễ bị ngập. Theo thời gian, Anne dần coi gia đình Plantar như gia đình mình. Mặc dù lúc đầu người dân Wartwood công khai chế nhạo cô, nhưng họ dần chấp nhận cô trở nên thân thiện hơn sau khi cô bảo vệ họ khỏi lũ cóc đòi nợ. Sau khi người dân Wartwood tổ chức buổi lễ ăn mừng dành cho cô, Anne đoàn tụ với Sasha và biết rằng cô đang liên minh với quân cóc. Anne nhận ra rằng Sasha đã thao túng cô trong suốt tình bạn của họ và cô buộc phải chiến đấu với Sasha. Họ sau đó lại bị chia rẽ; mặc dù Anne đau khổ vì đánh mất cô ấy, nhưng cô quyết tâm sẽ giảng hòa với Sasha trong tương lai.

### Mùa 2
Anne và nhà Plantar rời Wartwood để tìm câu trả lời cho cách Anne đến Amphibia và cách để đưa cô ấy về. Họ đến Newtopia, nơi Anne đoàn tụ với Marcy. Ban đầu Anne muốn che chở Marcy vì sự vụng về của cô ấy, nhưng giờ đã chấp nhận rằng Marcy có thể tự chủ. Anne có một chút ghen tị với trí thông minh của Marcy, nhưng nhận ra rằng bản thân cô giỏi giao tiếp xã hội hơn Marcy. Trong khi ở Newtopia, Anne phải chấp nhận việc cô nhớ mẹ và muốn ở bên bà bằng mọi giá. Cùng Marcy, họ chấp nhận rằng mặc dù thực sự quan tâm đến họ, nhưng Sasha hay coi thường họ. Tuy nhiên, họ vẫn sẽ đoàn tụ với cô ấy. Khi phát hiện ra rằng Hộp tai họa đã hết năng lượng và cần được sạc lại, Anne buồn bã khi phải chia tay nhà Plantar. Nhận thấy điều này, Marcy đã để cô về cùng họ để lấy lại chiếc hộp và gặp nhau tại ngôi đền đầu tiên. Khi trở về Wartwood, Anne tiết lộ rằng cô đang theo học Muay Thái do sự thúc giục từ mẹ cô.[24] Cô đã phát hiện ra Hop Pop đã nói dối cô về chiếc Hộp tai họa và cô giận ông. Sau khi biết rằng nỗi sợ của ông xuất phát từ cái chết của cha mẹ Sprig và Polly, cô đã tha thứ cho ông, nhưng thừa nhận rằng cô cần thời gian yên tĩnh. Sau đó, cô đã vượt chướng ngại vật của ngôi đền thứ hai thành công bằng cách thừa nhận rằng cô không trung thực, chẳng hạn như lần cô nói dối về việc đánh cắp chiếc Hộp tai họa, và chứng minh lòng dũng cảm của mình khi đối mặt với hiểm nguy. Tuy nhiên, cô chỉ sạc được một phần của viên ngọc nên cô vẫn mang một phần sức mạnh từ nó. Cô sau đó đoàn tụ với Sasha và miễn cưỡng chấp nhận sự giúp đỡ của cô ấy với ngôi đền thứ ba.
Khi Anne phát hiện ra âm mưu của Andrias với Chiếc hộp tai họa, cô quyết tâm ngăn chặn hắn. Trong cuộc đối đầu sau đó, sức mạnh vẫn còn lưu lại từ viên ngọc trên chiếc Hộp tai họa khiến Anne tạm thời đạt đến trạng thái siêu năng lực. Cô sau đó bị dịch chuyển về Los Angeles cùng với nhà Plantar và đầu của con robot Frobo.

### Mùa 3
Khi trở về Trái Đất, Anne đoàn tụ với cha mẹ và giới thiệu họ với nhà Plantar. Cha mẹ cô bắt đầu nhận thấy cô đã trưởng thành đáng kể và đã biết ơn hơn với những gì họ dành cho cô. Cô cũng đã thay đổi trang phục khi về Trái Đất. Trong khi chống trả con Cloak-Bot được Andrias cử đến để tấn công cô, Anne nhận ra rằng cô vẫn có thể sử dụng sức mạnh của viên ngọc xanh lam, mặc dù cô quyết định hạn chế vì sức mạnh đó làm cô kiệt sức. Cô cuối cùng thừa nhận lý do và cách cô ấy quay trở lại Trái Đất với cha mẹ cô. Mặc dù khó chịu trước việc Anne che giấu thông tin, nhưng họ nhận ra rằng cô làm vậy vì muốn bảo vệ họ và nhà Plantar. Trong tập "Froggy Little Christmas", Anne viết một lá thư ẩn danh cho cha mẹ của Marcy và Sasha, trong đó cô hứa rằng cô sẽ đưa họ trở về nhà an toàn.
Sau khi mặc bộ trang phục tương tự bộ cô mặc khi mới đến Amphibia, Anne chấp nhận sự thật rằng cô sẽ lại phải rời xa cha mẹ để quay về Amphibia. Khi trở về, cô và nhà Plantar tìm thấy Amphibia trong đống đổ nát. Cô cũng được gặp lại Sasha. Mặc dù kiên quyết muốn cô tiếp quản cuộc kháng chiến chống lại Andrias, Anne tiết lộ rằng giờ cô tin Sasha sẽ làm điều đúng đắn. Anne đã giúp phá hủy một trong những nhà máy. Sau đó, cô đã mất một chiếc giày khi gặp sự cố với hố cát lún trước đó. Anne sau đó chấp nhận sự thật rằng cô và Sasha có thể đã trực tiếp ảnh hưởng đến hành động của Marcy, từ đó khiến họ bị đưa đến Amphibia, nhưng cô học cách tha thứ cho Marcy như cách cô đã làm với Sasha và Hop Pop. Khi đã biết mình là ai và muốn làm gì sau này, Anne quyết định chiến đấu với Andrias và đánh bại hắn, đồng thời giải thoát Marcy. Cô trở về Amphibia để báo cáo thắng lợi của phe Kháng chiến, chỉ để nhìn thấy mặt trăng đang lao đến.
Nhận ra rằng mặt trăng rơi xuống là do The Core, Anne, Sasha và Marcy nhận sức mạnh từ các đá quý để chống lại nó. Khi không thành, Anne chấp nhận hi sinh để hấp thụ sức mạnh của các viên ngọc và phá hủy mặt trăng cùng The Core. Cô gặp Người bảo vệ các viên ngọc, người đề xuất để cô thay bà làm người bảo vệ mới, nhưng cô từ chối vì cô vẫn còn trẻ và chưa đủ thông thái để trông coi vũ trụ. Thực thể đó đồng ý và hồi sinh Anne, để cô đoàn tụ với bạn bè của mình. Sau trận chiến cuối cùng, cô nói lời chia tay gia đình Plantar trước khi trở về nhà cùng Sasha và Marcy. 10 năm sau, Anne trở thành một nhà nghiên cứu bò sát và làm việc tại Aquarium of the Pacific, nơi cô chăm sóc một con ếch tên Sprig.

## Đón nhận
Nhân cách của Anne đã được giới phê bình khen ngợi. Pio Nepomuceno từ Screen Rant mô tả cô là "một thiếu nữ tốt bụng nhưng vô trách nhiệm, luôn muốn làm hài lòng bạn bè ngay cả khi cô phải đánh đổi lợi ích của mình". Dave Trumbore của Collider cũng dành lời khen cho Anne, nhưng anh nhận thấy tình bạn của Anne với Sprig "có phần hơi hấp tấp".

## Phương tiện truyền thông khác
Anne xuất hiện trong một bức ảnh trong tập "King's Tide" của The Owl House, khi Camila Noceda đang nấu ăn bên cạnh một chiếc máy tính bảng với một bài báo có tiêu đề: "Girl Lost in Frog Land?? HOAX??" (tạm dịch: "Cô gái lạc vào xứ sở ếch?? Có phải tin giả??")
Anne sau đó xuất hiện dưới dạng Chibi trong Chibiverse, loạt phim hoạt hình của Disney Channel dựa trên loạt phim ngắn "Chibi Tiny Tales".